# کیچیرو کویاما
کیچیرو کویاما (انگلیسی: Keiichiro Koyama؛ زادهٔ ۱ مهٔ ۱۹۸۴) خوانندگی، بازیگر اهل ژاپن است. وی از سال ۲۰۰۱ میلادی تاکنون مشغول فعالیت بوده‌است.